# 킴 휘틀리

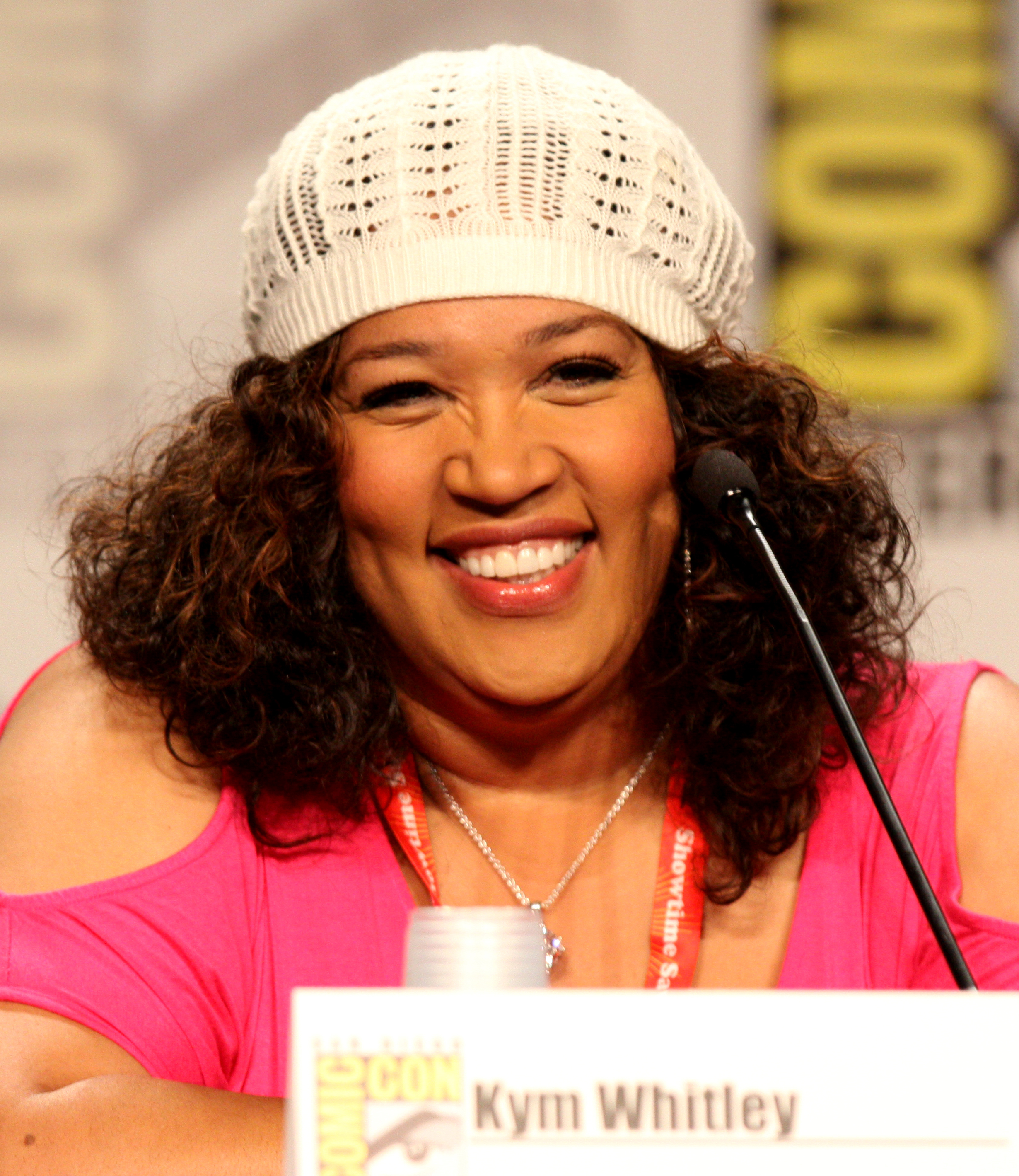

킴 휘틀리(Kym Whitley, 1961년 6월 7일 ~ )는 미국의 희극인, 배우이다.
셰이커하이츠에서 태어났다.

## 출연 작품

### 영화
- 피스트 파이트 (2017년)
- 기적의 피아노 (2013년)
- 사일런트 노 모어 (2012년) - 캐롤린 역
- 35 앤 티킹 (2011년)
- 우리는 동물원을 샀다 (2011년)
- 트랜스포머 3 (2011년) - 제시카 모건 역
- 랭고 (2011년)
- 헤븐 에인트 하드 투 파인드 (2010년)
- 알러뷰 맨 (2009년)
- 블랙 다이너마이트 (2009년)
- 더 허슬 (2008년)
- 컬리지 로드 트립 (2008년) - 미쉘 역
- L.A. 딕스 (2005년)
- 살롱 (2005년) - 레샤우너 역
- 뻔뻔한 딕 & 제인 (2005년)
- 퍼펙트 맨 (2005년) - 돌로레스 역
- 폴리와 함께 (2004년)
- 마이 와이프 앤 키즈 (2001년)
- 하우스 파티 4 (2001년)
- 베이비 보이 (2001년)
- 프라이데이 2 - 넥스트 프라이데이 (2000년)

### 텔레비전
- 댓츠 소 레이븐 (2005)
- 분덕스 (2005-10) - 애니메이션
- 더 클리브랜드 쇼 (2009-13) - 애니메이션
- 애니멀 프랙티스 (2012-13)
- 영 앤 헝그리 (2014-18)